# Баджелидзе, Зина Титиковна
Зина Титиковна Баджелидзе (1919 год, Гурийский уезд, Кутаисская губерния — дата смерти неизвестна, Махарадзевский район, Грузинская ССР) — колхозница колхоза имени Будённого Махарадзевского района, Грузинская ССР. Герой Социалистического Труда (1949).

## Биография
Родилась в 1919 году в крестьянской семье в одном из сельских населённых пунктов Озургетского уезда. Окончила местную начальную школу. В послевоенное время трудилась рядовой колхозницей на чайной плантации колхоза имени Будённого Махарадзевского района (сегодня — Озургетский муниципалитет).
В 1948 году собрала 6850 килограммов сортового зелёного чайного листа на участке площадью 0,5 гектаров. Указом Президиума Верховного Совета СССР от 29 августа 1949 года удостоена звания Героя Социалистического Труда за «получение высоких урожаев сортового зелёного чайного листа и цитрусовых плодов в 1948 году» с вручением ордена Ленина и золотой медали «Серп и Молот» (№ 4539).
За выдающиеся трудовые достижения по итогам 1950 года была награждена вторым Орденом Ленина.
Проживала в Махарадзевском районе. Персональный пенсионер союзного значения. Дата смерти не установлена.
Награды
- Герой Социалистического Труда
- Орден Ленина — дважды (1949; 01.09.1951)
- Орден «Знак Почёта» (02.04.1966)
- Орден Трудового Красного Знамени (12.12.1973)